# Акакі Беліашвілі
Акакій Іонович Беліашвілі (груз. აკაკი იონას ძე ბელიაშვილი; 24 квітня 1903, Чиатура — 14 грудня 1961) — радянський грузинський письменник та сценарист.

## Біографія
Народився в родині гірничого техніка, Іонії Беліашвілі, який брав активну участь в революційній боротьбі. У 1913 році поступив до Кутаїської гімназії — єдиного на той час середнього навчального закладу Західної Грузії, де викладання велося грузинською мовою. Ще навчаючись в гімназії А. Беліашвілі почав писати оповідання і прозові мініатюри для учнівських рукописних альманахів, у яких сам був ініціатором їх створення і активним співробітником. Разом з іншими молодими літераторами видавав літературно-художній журнал. По закінченні гімназії в 1921 році, А. Беліашвілі переїхав до Тбілісі, де вступив на гірничий факультет Закавказького політехнічного інституті.
Декілька років працював маркшейдером на гірничорудних підприємствах.
Професійну літературну діяльність розпочав у 1927 році.
У 1920-ті рр.. входив до групи грузинських футуристів «Лівизна». Був у числі перших і найактивніших співробітників першого грузинського радянського літературно-художнього журналу «Мнатобі» («Світоч»). На сторінках журналу було опубліковано перший великий белетристичний твір Беліашвілі — «Дев'ять центрів» — пригодницький роман про поєдинок двох світів — революційного і реакційного. У 1937 опублікував оповідання, в яких малював побутові картини, трудове життя грузинського народу, висміював пережитки минулого. В історичному романі «Бесікі» (1942—1947), присвяченому життю поета і політичного діяча Бесікі Габашвілі, відображені бурхливі події в Грузії XVIII століття, боротьба проти османських і перських завойовників, відтворено образ царя Іраклія, далекоглядного політика і безстрашного полководця. Цей же період зображений у романі «Золотий намет» (кн. 1, 1952). Романи «Перевал» (1956) «Руставі», (ч. 1-2, 1959–1960), «Швідкаці» (1960) присвячені радянській тематиці.
У 1941–1949 — начальник сценарного відділення кіностудії «Грузія-фільм».
14 лютого 1961 року (за даними Великої радянської енциклопедії — 14 грудня), повертаючись зі Мцхети до Тбілісі, він став жертвою автомобільної катастрофи.
Похований в Дідубійському пантеоні письменників і громадських діячів.

## Сценарії
Написав сценарії до фільмів:
- Табір у горах (1930)
- Справжній кавказець (1931)
- Скарби Ценської ущелини (1941),
- Вони спустилися з гір (1955, спільно з М. Большинцовим)
- Отарова вдова (1958, спільно з І. Чавчавадзе та М. Чіаурелі)

## Нагороди
Нагороджений 2 орденами.

## Вшанування пам'яті
У Тбілісі ім'ям Акакія Беліашвілі названа одна з вулиць.